# Francesco Antonio Vallotti

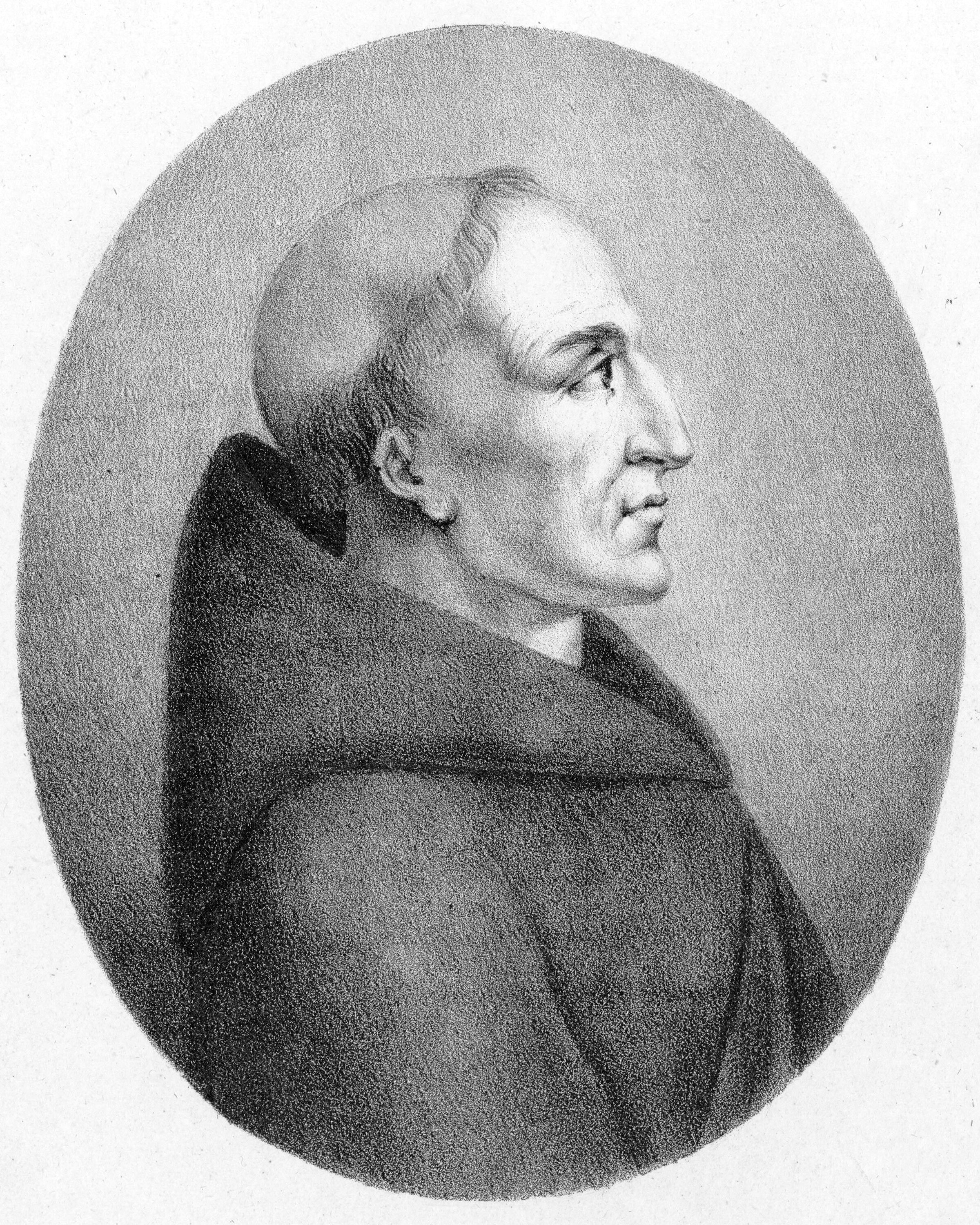
Francesco Antonio Vallotti.

Francesco Antonio Vallotti, född den 11 juni 1697, död den 10 januari 1780, var en italiensk komponist och musikteoretiker.
Vallotti skrev det lärda verket Della scienza teoretica e practica della moderna musica (1779) och var en ansedd lärare för bland andra abbé Vogler och Sabbatini. Den sistnämnde författade Vallottis biografi. Som organist och domkyrkokapellmästare i Padua komponerade Vallotti talrika kyrkliga verk.